# The Mercury
The Mercury — ежедневная газета на английском языке, публикуемая Independent News and Media в Дурбане, ЮАР. Основана в 1852 году. В 2010 году разовый тираж газеты составлял 30 000 экземпляров. Читательская аудитория The Mercury составляет 269 000 человек, что делает её самой популярной англоязычной газетой в регионе.